# FLRT1
FLRT1‏ (Fibronectin leucine rich transmembrane protein 1) هوَ بروتين يُشَفر بواسطة جين FLRT1 في الإنسان.